# هيو بيننغ
هيو بيننغ (1627 – 1653) هو فيلسوف ولاهوتي اسكتلندي. ولد بيننغ في اسكتلندا خلال عهد تشارلز الأول، وعُين في كنيسة اسكتلندا المشيخية، وتوفي خلال عصر أوليفر كرومويل والكومنولث الإنكليزي. ولد بيننغ في عام 1627، وهو ابن جون بيننغ من دالفينان، ستراتون. وقُبل بيننغ في جامعة غلاسكو لدراسة الفلسفة عند وصوله لسن 13 سنة، نتيجة نضوجه المبكر في الطفولة. وعُين في سن 19 أستاذًا للفلسفة وعضوًا في مجلس جامعة غلاسكو. وصِفَ بيننغ بأنه نموذج فائق في التعلم والنبوغ المبكر.

## اللاهوت
كانت السياسة والدين متداخلين بشكل قوي نتيجة لزمن الاضطراب الذي عاشه هيو بيننغ. واتبع بيننغ المذهب الكالفيني وجون نوكس. وتلقى تدريبًا مهنيًا باعتباره فيلسوفًا، وآمن بأن الفلسفة ما هي إلا خادمة للاهوت. واعتقد في ضرورة تعليم كل من الفلسفة واللاهوت بشكل متوازي. وتشكل كتابة بيننغ، والتي تعد في المقام الأول تجميعًا لخطبه، جسرًا هامًا بين القرن السابع عشر الذي سيطر فيه المذهب الكالفيني على الفلسفة بقوة في اسكتلندا، وبين القرن الثامن عشر الذي أعاد فيه أشخاص مثل فرانسيس هتشسون التأكيد على درجة الاستقلال الكبيرة بين المجالين وارتباط الفلسفة بالعلوم الإنسانية المتطورة. ويمكن تصنيف هيو بيننغ من الناحية الدينة، بوصفه كالفيني إنجيلي، مثلما نقول اليوم. وتحدث قائلًا عن أولوية محبة الرب بوصفها أساس الخلاص: ليس المسيح وحده هو المسئول عن خلاصنا، ولكن الألوهية كلها منشغلة بعمق حول ذلك، ولذلك لا يمكنك القول بيقين من يحبه أكثر أو من يعجب به أكثر. الأب هو الينبوع الأساسي له، وتمثل محبته نبض كل شيء.
لم يحتفظ هيو بيننغ باقتراح الفداء المطبق فقط على القلة المختارة، وذلك فيما يتعلق بمدى التكفير عن الذنوب، لكنه قال بوجود الأساس الأولي للإيمان في اختيار إرادة الرب. ودارت المسائل المتعلقة بالتكفير في اسكتلندا خلال القرن السابع عشر، حول الشروط التي عبر عنها المقترح. وآمن بيننغ بقيام المغفرة على أساس موت المسيح، والتي تُفهم بوصفها ترضية وبوصفها تضحية: فإذا لم يغفر الخطيئة بدون أي رضا فما هي النعمة الوفيرة التي نالها! ولكن يُعد بحق، تقديم التضحية والحَمَل بنفسه، ليكتشف الفداء ولينتزع ذلك من ابنه باسمنا، تعبيرًا عن الشهادة بالرحمة والنعمة إلى حد بعيد على الجانب الآخر. وفي ذلك الحين يكون عدله واضحًا للغاية في هذا الفعل.

## الحياة الشخصية
كان هيو بيننغ ابنًا لجون كيننج ومارجريت ماكيل. وكانت مارجريت ابنة للقس ماثيو ماكيل والذي كان كاهنًا في أبرشية بوثويل في اسكتلندا، وأختًا لهيو ماكيل الذي كان كاهنًا في إدنبرة. ولد هيو بيننغ في مقاطعة والده في دالفينان، ستراتون في إقليم آير. وامتلكت العائلة أراض أخرى في أبراشيات ستراتون وكولمونيل بالإضافة إلى مايبول في كاريك.
أعلن جيمس دارمبل في عام 1645، وهو الفيكونت (النبيل دون الكونت) الأول لستير والذي كان مُعلمًا لهيو (الأستاذ الأساسي) في دراسة الفلسفة، أنه تقاعد من جامعة غلاسكو. ووقع الاختيار على ثلاثة رجال للتنافس حول هذا المنصب، وذلك بعد البحث الوطني عن البديل في الكلية. وكان هيو واحدًا من هؤلاء المختارين، لكن صغر سنه كان عائقًا أمامه وكذلك ميلاده غير النبيل. وتلقى بالرغم من ذلك، دعمًا قويًا من أعضاء الكلية الموجودين، إذ أنهم اقترحوا أن يتحدث المرشحون بشكل ارتجالي حول أي موضوع من اختيار المرشح. فانسحب المرشحون الآخرون بعد سماع هيو وهو يتحدث، وأصبح هيو عضوًا في الجامعة وأستاذًا للفلسفة، بينما كان عمره لا يزال 18 عامًا.

## وصلات خارجية
- مؤلفات هيو بيننغ في مشروع غوتنبرغ
- أعمال أو نبذة عن هيو بيننغ على أرشيف الإنترنت